# Хипарх са Родоса
Хипарх са Родоса (грч. Ἵππαρχος; око 170 — око 125. п. н. е.) је био грчки астроном и географ; открио је прецесију равнодневица, сачинио први каталог звезда и осмислио тригонометрију.
Подстакнут посматрањима нове звезде, Хипарх је 134. п. н. е. израдио каталог од око 850 звезда и био је први који је одредио скалу „магнитуда“ да индицира њихову привидну сјајност; најсјајнија је била прва величина, а најслабија видљива голим оком била је шеста величина. Његова скала, побољшана у значајној мери, још увек се користи. Поређење с раније забележеним положајима звезда омогућило му је да уочи како равнодневице наступају прогресивно раније у односу на сидеричку годину. (Равнодневице су два пута годишње, када су дан и ноћ једнаке дужине; оне су тачке у којима еклиптика, Сунчева путања, сече небески екватор.)
Нашао је да прецесија износи 45° годишње; ова процена подлеже грешци од 6 минута. Хипарх је предложио побољшане методе за одређивање латитуде и лонгитуде на Земљиној површини, следећи рад Ератостена. Направио је табелу за израчунавање дужине тетиве за сваки угао, што је било претеча синусне функције, тако да му се приписује заснивање тригонометрије. Сви његови главни списи су изгубљени, а о његовом раду сазнајемо преко Птолемеја, који га је и развио.

## Живот и дело
Извори из којих проистиче већина података о Хипарховом животу и делу су Птоломејев (2. век п. н. е.) Алмагест („Велика расправа”), Страбонова Geographia („Географија”), Плинијева Naturalis historia („Историја природе” 1. век, те додатни извештаји које су написали Папос и Теон из Александрије (4. век п. н. е.) у својим коментарима на Алмагест.
Према традицији Хипарх је рођен у Никеји (грчки Νικαία), антички округ Битинија, (данашњи Изник у провинцији Бурса у Турској).
Тачни датуми Хипархова живота нису познати, али му Птоломеј приписује астрономска проматрања од 147. п. н. е. до 127. п. н. е. Хипарх је можда направио проматрања и пре 162. п. н. е. Датум његова рођења (око 190. п. н. е.) је израчунао Деламбр на темељу трагова у његовом раду. Хипарх је вероватно живео и неколико година после 127. п. н. е., јер је испитао и објавио своја задња проматрања. Он је користио информације из Александрије једнако као из Вавилона, међутим не зна се да ли је икада и посетио та места.
Није познато каква су била Хипархова новчана средства, нити како је припомагао своје научно деловање. Такође није познат ни његов изглед, јер нису пронађени његови портрети из тог времена. Међутим, његово се име исписивало на новцу кованом у 2. и 3. веку у Битинији у његову част, на којима је приказан заједно с глобус. То потврђује традицију по којој се тамо родио.
Верује се да је Хипарх умро на острву Родосу, где је провео већи део свог каснијег живота. Птоломеј му приписује посматрања с Родоса у раздобљу између 141. п. н. е. и 127. п. н. е.
Хипархова главна изворна дела су изгубљена. Његово једино сачувано дело је Toon Aratou kai Eudoxou Fainomenoon exegesis („Коментар о Еудоксовим и Аратовим Појавама”). То је критички коментар у две књиге на популарни Аратов еп темељен на Еудоксовом делу Објавио га је Карл Манитиус. Хипарх је такође направио попис својих главних дела у којем је јасно навео око 14 књига које су познате једино по спомињају каснијих аутора. Његов славни звездани каталог је вероватно убачен у Птоломејев, те се не може поуздано реконструирати. Зна се да је Хипарх направио небески глобус. Копија копије тог глобуса можда је сачувана у најстаријем сачуваном небеском глобусу који поуздано приказује сазвежђа. Глобус је држао Фарнесеов атлас.
Хипарх је познат као утемељитељ и отац научне астрономије. Верује се да је био највећи грчки астрономски проматрач, а многи га сматрају и највећим астрономом античких времена, Цицерон је дао ту предност Аристарху из Самоса, док неки ту част дају Птоломеју из Александрије. Хипархове рукописе су заменили Птоломејеви, те их каснији преписивачи нису сачували за будуће нараштаје.